# День саранчи
«День Саранчи» — роман американского писателя Натанаэла Уэста, написанный в Голливуде, во время Великой Депрессии. Основная тема романа — отчуждение и отчаяние в американском обществе того времени.
В 1998 году издательство «Modern Library» поставило «День Саранчи» на 73 место в её списке 100 лучших англоязычных романов 20-го столетия. Журнал «Time» включил роман в свой список 100 лучших англоязычных романов с 1923 по 2005 годы, критик Гарольд Блум включил его в список канонических работ в литературе The Western Canon.

## Сюжет
В книге рассказывается о молодом человеке по имени Тод Хэкетт, который считает себя художником, но работает в Голливуде дизайнером костюмов и декоратором. Он влюбляется в Фэй Гринер, девушку, мечтающую о карьере в кино, которая живёт недалеко от Тода. Он общается со многими людьми, работающими в районе Голливуда, — включая ковбоя, который живёт на холмах выше студии и работает как вспомогательный актёр в кинофильмах про ковбоев, мексиканца, который организует петушиные бои, и Гомером Симпсоном, одиноким и заурядным бизнесменом, также пытающимся добиться Фэй. Роман заканчивается сценой массовой драки и беспорядками толпы на премьере очередного фильма.

## Библейские аллюзии
Первоначальное название романа — «Обманутые» (The Cheated). Окончательное название работы — вероятно, намёк на определённые упоминания о саранче в Библии. Известная литературная ссылка на саранчу находится в Книге Исхода, в которой Бог посылает саранчу египетскому фараону как возмездие за то, что тот отказаться освободить порабощенных евреев. Миллионы саранчи заполняют плодородные области Египта, уничтожая запасы продовольствия. Саранча, которой «дано мучить людей», как часть Божьего суда также появляется в Новом Завете, в символической и апокалиптической Книге Откровения.

## Символы и метафоры
Джеймс Ф. Лайт предположил, что использование Уэстом насилия толпы в развязке романа было выражением беспокойства Уэста о росте фашизма на Западе. Лайт также предполагает, что на это повлияло и то, что сам Уэст был евреем.

### Темы
Все характеры — изгои, которые приехали в Голливуд в поисках исполнения некоторой мечты или желания. Важность вопроса желания в работе Уэста была сначала отмечена поэтом Оденом, который объявил, что романы Уэста были по существу «притчами о Царстве Ада, правитель которого не столько Отец Лжи сколько Отец Желаний». В этом отношении, как предполагает Лайт, Уэст обнажает пустоту многочисленных «обнадёживающих рассказов, которые, словно жулики, проникают в современную американскую культуру».
Некоторые критики называют роман Уэста радикальным вызовом модернизму в литературе. Модернисты избегают массовой культуры; Уэст изображает её и делает неотъемлемой частью романа.
Кроме того, использование Уэстом гротескных образов и ситуаций, определяют этот роман как сатирический. Его жестокий критический анализ жизни вокруг Голливуда, и менталитета масс, изображают Америку больную тщеславием и насилием. Настроение романа не просто меланхоличное как, например, у Ф. С. Фицджеральда в «Великом Гэтсби», а практически безнадёжное.

## Характеры
По большей части, характеры в романе являются преднамеренно пустыми и стереотипными, и «… происходят из второсортных фильмов того периода …» (Р. К. Саймон). По мнению Лайта это «гротескные» стереотипы. Главный герой романа, Тод Хэкетт (чьё имя вероятно происходит из немецкого «Tod» («смерть»), и чья фамилия обращается к общему эпитету в отношении голливудских сценаристов и художников, которых тогда уничижительно называли «hacks», буквально «наёмная лошадь, кляча») мечтает о славе художника. В первой главе романа герой описывается следующим образом: «Да, несмотря на свою внешность, Тод был в действительности очень сложным молодым человеком, с целым набором лиц, одно внутри другого, как китайские коробки. И „Сожжение Лос-Анджелеса“, картина, которую он должен был скоро нарисовать, определённо доказывала, что у него был талант».
В течение романа Уэст вводит несколько характеров, каждый из которых соответствует определённому голливудскому стереотипу того времени. Гарри Гринер — стареющий актёр водевилей; его дочь, Фэй, девушка мечтающая о славе и деньгах и ставшая проституткой; Клод Эсти, успешный голливудский сценарист; Гомер Симпсон, безнадёжно неуклюжий и почти безжизненный обыватель, фамилию которого можно перевести как «обычный человек, простак»; Эйб Кузич, карлик и мелкий гангстер; ковбой Эрл Шуп; Мигель, мексиканский «коллега» Шупа; Адор Лумис, актёр-вундеркинд, и мать Лумиса желающая сделать сына звездой экрана.

## В массовой культуре
- Мэтт Грейнинг, создатель мультфильма «Simpsons», назвал своего самого известного персонажа Гомера Симпсона в честь Гомера Симсона из этого романа. Об этом он заявил в нескольких интервью 1990 года, хотя была и вторая причина — отца самого Мэтта также звали Гомер[10].
- В 1975 году роман был экранизирован — режиссёр Джон Шлезингер снял фильм «День саранчи».